# Situació meteorològica de perill
Una situació meteorològica de perill (SMP) es produeix quan es preveu la superació d'uns llindars específics per cada meteor. Per cada meteor es defineix un llindar alt i un llindar baix. En el cas de Catalunya, davant aquestes situacions el Servei Meteorològic de Catalunya (SMC) emet un avís quan es sobrepassen uns determinats llindars.

## Llindars

### Taula de llindars
L'avís de situació meteorològica de perill és emès pel SMC quan es superen uns determinats llindars.
| Meteor                    | Llindar baix | Llindar alt |
| ------------------------- | --- | --- |
| Intensitat de pluja       | Intensitat > 20 mm / 30 minuts | Intensitat > 40 mm / 30 minuts |
| Acumulació de pluja       | Acumulada > 100 mm /24 hores | Acumulada > 200 mm /24 hores |
| Neu acumulada en 24 hores | gruix ≥ 0 cm a cotes inferiors a 300 metres gruix > 2 cm a cotes superiors a 300 metres fins a 600 metres gruix > 5 cm a cotes superiors a 600 metres fins a 800 metres gruix > 10 cm a cotes superiors a 800 metres fins a 1000 metres gruix > 20 cm a cotes superiors a 1000 metres fins a 1500 metres | gruix > 5 cm a cotes inferiors a 300 metres gruix > 15 cm a cotes superiors a 300 metres fins a 600 metres gruix > 20 cm a cotes superiors a 600 metres fins a 800 metres gruix > 30 cm a cotes superiors a 800 metres fins a 1000 metres gruix > 50 cm a cotes superiors a 1000 metres fins a 1500 metres |
| Vent                      | Ratxa màxima > 35m/s a: Alt Empordà, Baix Empordà, Montsià, Baix Camp i Baix Ebre Ratxa màxima > 25m/s a la resta | Ratxa màxima > 45m/s a: Alt Empordà, Baix Empordà, Montsià, Baix Camp i Baix Ebre Ratxa màxima > 35m/s a la resta |
| Estat de la mar           | Onades > 2.50 metres (maregassa) | Onades > 4.00 metres (mar brava) |
| Fred                      | Temperatura mínima extrema: temperatura inferior al percentil 2 de la temperatura mínima diària | Onada de fred: temperatura inferior al percentil 2 de la temperatura mínima diària durant tres dies consecutius o més |
| Calor                     | Temperatura màxima extrema: temperatura superior al percentil 98 de la temperatura màxima diària | Onada de calor: temperatura superior al percentil 98 de la temperatura màxima diària durant tres dies consecutius o més |

### Fred i calor
A diferència dels altres llindars, els llindars de fred i de calor són diferents per cada punt de Catalunya, ja que venen donats pels percentils 2 i 98, respectivament. Aquests dos llindars defineixen climatològicament els dies amb la temperatura mínima més baixa dels mesos d'hivern i el dies amb la temperatura màxima més alta durant l'època d'estiu, i ho fan de manera particular per cada punt del país.
Pel que fa al llindar de fred, el percentil 2 d'una estació meteorològica automàtica (EMA) és el valor estadístic que deixa per sota el 2% de les temperatures mínimes diàries més baixes de la sèrie estudiada (que correspon al període de desembre a febrer entre els anys 2000 i 2008). Per tant, només el 2% de dies de tota la mostra la temperatura mínima en els mesos d'hivern ha estat inferior a aquest valor. Un cop coneixem el percentil 2 de la temperatura mínima de totes les EMA estudiades, es pot interpolar per mètodes cartogràfics un valor del percentil 2 per cada punt del territori com es mostra en el mapa i en la taula següents.
En relació amb el llindar de calor, el percentil 98 d'una estació meteorològica automàtica (EMA) és el valor estadístic que deixa per sobre el 2% de les temperatures màximes diàries més altes de la sèrie estudiada (que correspon al període de juny a agost entre els anys 2000 i 2008). Per tant, només el 2% de dies de tota la mostra la temperatura màxima en els mesos d'estiu ha estat superior a aquest valor. Un cop coneixem el percentil 98 de la temperatura màxima de totes les EMA estudiades, es pot interpolar per mètodes cartogràfics un valor del percentil 98 per cada punt del territori com es mostra en el mapa i la taula següents.

### Grau de perill
Quan es realitza la predicció en una Situació Meteorològica de Perill el SMC avalua la probabilitat d'ocurrència de la superació de llindar corresponent i assigna un Grau de Perill a Catalunya. El Grau de Perill té una escala del 0 al 6 que s'agrupen en un codi semafòric de 4 colors.
| Grau de perill (0-6)  | Color   |
| --------------------- | ------- |
| Sense perill (0)      | Verd    |
| Perill moderat (1-2)  | Taronja |
| Perill alt (3-4)      | Groc    |
| Perill molt alt (5-6) | Vermell |

Es considera una probabilitat alta a partir del 70%, una de mitjana entre el 30% i el 70% i una de baixa entre el deu i el 30%.

## Altres avisos

### Avís d'observació
El Servei Meteorològic de Catalunya emet un Avís d'observació de Situació Meteorològica de Perill quan detecta la superació d'un dels llindars, anteriorment mencionats, en una zona que no ha estat prèviament avisada o per emfatitzar un fenomen meteorològic destacat en una zona avisada.
En els avisos d'observació se senyalen les comarques afectades per fenomen meteorològic i les possiblement afectades a curt termini.

### Preavís
El Servei Meteorològic de Catalunya emet un Preavís de Situació Meteorològica de Perill quan es preveu la superació d'un llindar a partir del tercer dia de predicció. En el preavís s'avalua el grau de perill màxim de l'episodi a nivell de Catalunya.